# Таботхап
Таботхап (Пагода многочисленных сокровищ) — каменная пагода в монастыре Пульгукса в Кёнджу, Южная Корея. Если зайти в монастырь по мостам Чхонунгё и Пэкунгё, справа от входа можно будет увидеть эту пагоду.
Названа в честь будды Прабхутаратны (Будда многочисленных сокровищ, кор. — Табобуль) — одного из будд древности, достигших просветления до царевича Шакьямуни. Прабхутаратна и его ступа, источающая сандаловый аромат, упоминаются в Лотосовой сутре. Другая большая пагода монастыря, Соккатхап, построена в честь Будды Шакьямуни и находится слева.
Предполагается, что Таботхап была построена в 751 году, на 10-й год правления вана государства Силла Кёндоком. Сейчас пагода включена в список Национальных сокровищ под номером 20.
Трёхъярусная пагода имеет высоту 10,4 метра. Украшена причудливым орнаментом, непохожим на обычный орнамент буддийских сооружений. Скульптурная техника также уникальна для того времени.
Имеет ступени на каждой из четырёх сторон. Четыре квадратных каменных плиты поддерживают первую крышу пагоды, на которую установлены каменные перила. Внутри этих перил находится вторая часть пагоды, над которой, покоясь на втором восьмиугольном основании, находятся восемь каменных опор в виде бамбуковых стволов, поддерживающие восьмиугольный камень в виде цветка лотоса, высеченный в виде шестнадцати лепестков. Над ним находится третья восьмиугольная крыша. Из четырёх каменных львов, охраняющих лестницу, на пагоде сохранился только один. Ещё один находится в Британском музее в Лондоне. Местонахождение двух других львов неизвестно.
Изображение пагоды находится на монете номиналом в 10 вон.

## Галерея

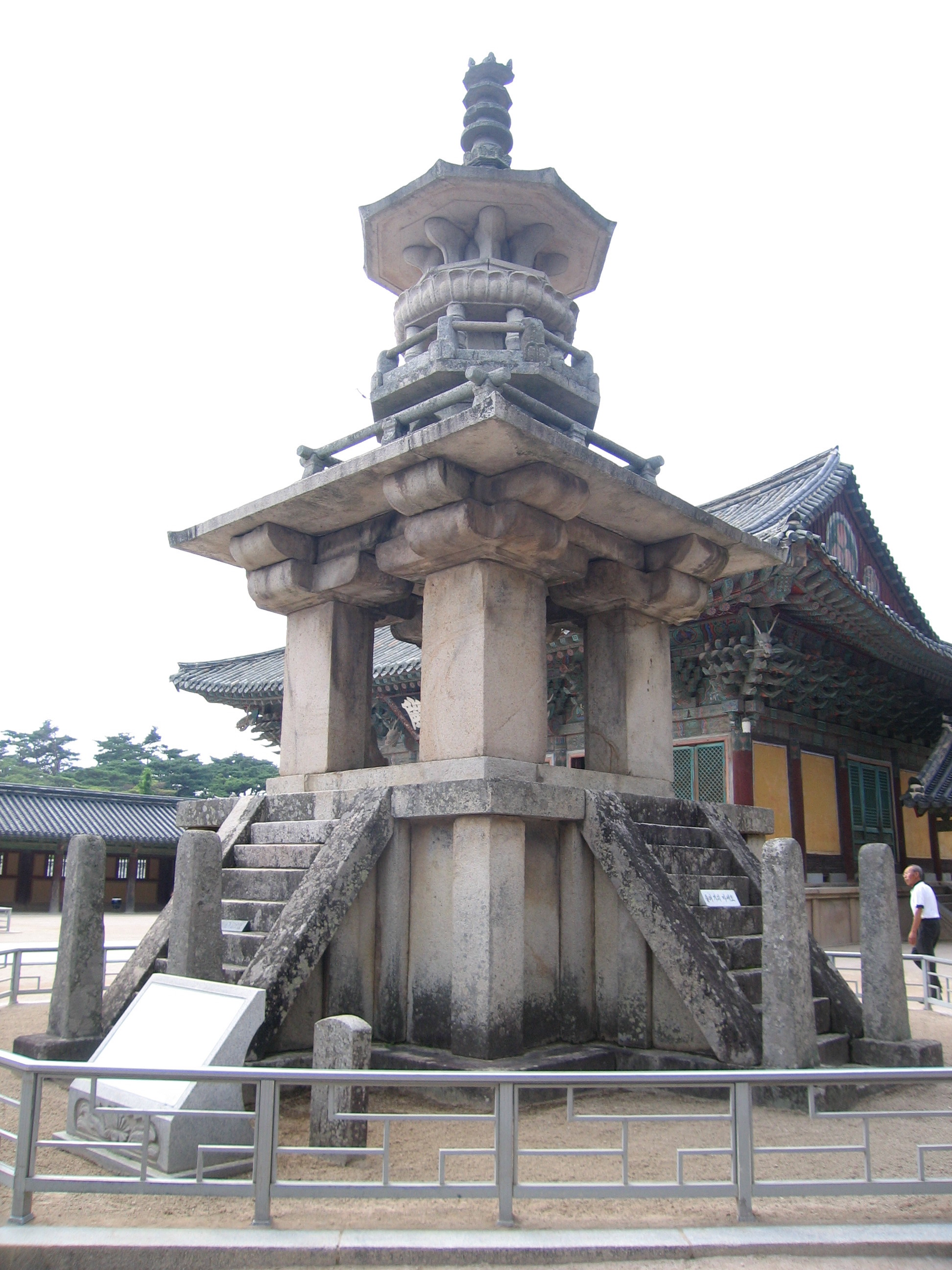
Пагода
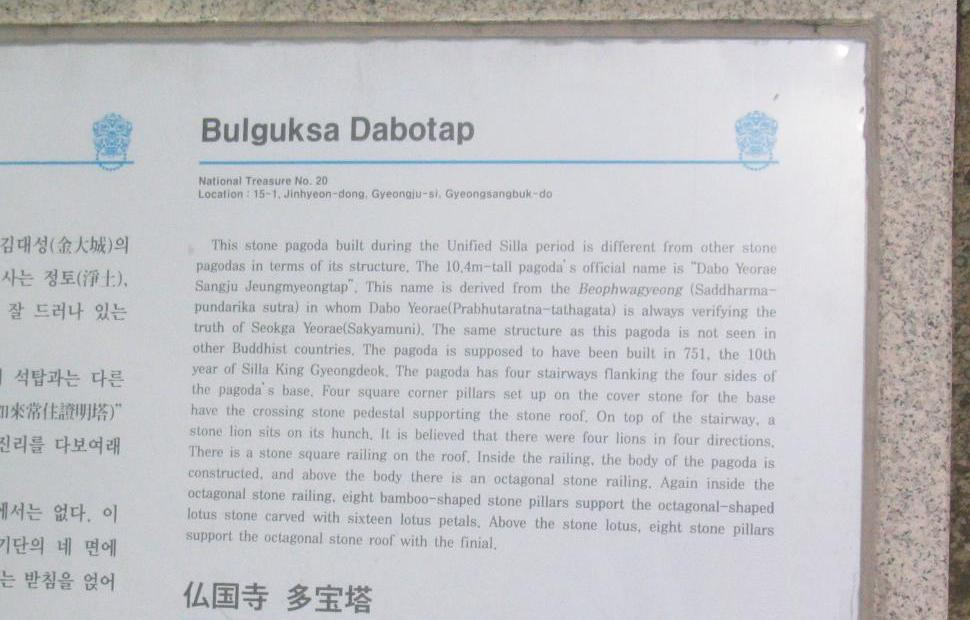
Описание стелы (англ.)